# Exospermitius claviger
Exospermitius claviger är en mångfotingart som beskrevs av Karl Wilhelm Verhoeff 1942. Exospermitius claviger ingår i släktet Exospermitius och familjen Spirostreptidae. Inga underarter finns listade i Catalogue of Life.